# Vivre sa vie
Vivre sa Vie (br: Viver a Vida/ pt: Viver a Sua Vida) é um filme de 1962, do gênero drama, dirigido por Jean-Luc Godard.
Representante da Nouvelle Vague, Vivre sa vie, diferente dos outros filmes de Godard, contém um tom mais realista e sem muitos dos diálogos icônicos do diretor.

## Sinopse
Contado em 12 capítulos com pouca ligação, o filme conta a trágica história de Nana (Anna Karina), jovem que abandona marido e filho para tentar a carreira de atriz. Para financiar sua nova vida, começa a trabalhar numa loja de discos, mas o que ganha é insuficiente para pagar o aluguel, e ela é despejada do apartamento. Sem opção, torna-se prostituta.  